# Conus epiensis
Espèce
Conus epiensis est une espèce fossile de mollusques gastéropodes marins de la famille des Conidae.

## Taxonomie

### Publication originale
L'espèce Conus epiensis a été décrite pour la première fois en 1947 par le géologue français René Abrard dans « Annales de Paléontologie »,.